# Monza (Aude)
Monza (en francès Monze) és un municipi francès situat al departament de l'Aude i a la regió d'Occitània.

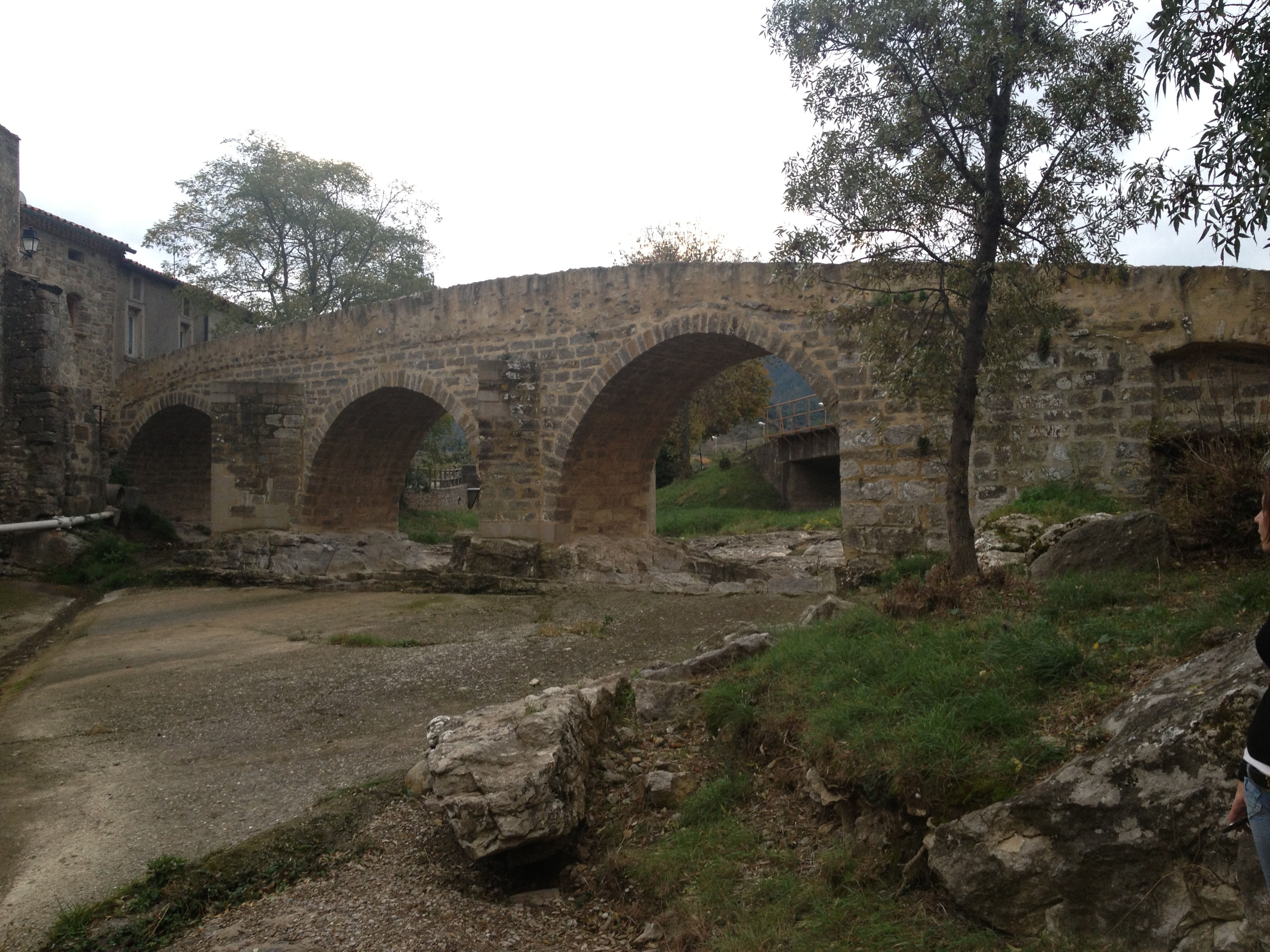
Pont sobre el riu Bretonne a Monza